# Явойский, Владимир Иванович
Владимир Иванович Явойский (10 февраля 1910 — 4 апреля 1988) — ректор МИСиС (1961—1965), дважды лауреат Государственной премии СССР (1968, 1982), лауреат Государственной премии УССР в области науки и техники (1975), доктор технических наук, профессор.

## Биография
Родился 10 февраля 1910 года в г. Устюжна Вологодской губернии в семье учителей гимназии. В 1914 году семья переехала на Урал.
В 1930 году окончил Пермский индустриальный техникум, в 1939 — Пермский политехнический институт, получил квалификацию «инженер-металлург». Параллельно в 1930—1939 гг. работал на Алапаевском металлургическом заводе: был мастером, начальником смены, начальником мартеновского цеха.
В 1939—1949 гг. — работал в Уральском политехническом институте: аспирант, ассистент на кафедре «Металлургия стали».
В годы Великой Отечественной войны командирован на Нижнетагильский металлургический комбинат как специалист по выплавке броневой и орудийной стали.
В 1950—1956 гг. — в Киевском политехническом институте: заведующий кафедрой «Металлургия стали».
С 1956 г. работал в Московском институте стали и сплавов: заведующий кафедрой «Металлургия стали», в 1961—1965 гг. — ректор.

## Научная деятельность
Основоположник отечественной научной школы по физико-химическим основам сталеплавильных процессов. Специалист в области физической химии металлургических процессов и технологии производства стали. Внес вклад в теоретическое обоснование мартеновского и кислородно-конвертерного способов производства и внепечной обработки стали, исследование строения и свойств металлургических расплавов, термодинамики и кинетики процессов рафинирования металла, формирования и удаления неметаллических включений из расплава. Член Комитета по присуждению Ленинских и Государственных премий СССР. Подготовил более 150 кандидатов и 15 докторов наук. Автор более 550 печатных работ, в том числе 16 монографий.

## Награды и звания
- Орден Октябрьской Революции (12.02.1980)[1]
- Два ордена Трудового Красного Знамени
- Медали
- Лауреат Государственной премии СССР (1968, 1982)
- Лауреат Государственной премии УССР в области науки и техники (1975)
- Заслуженный деятель науки и техники РСФСР
- Орден «За заслуги перед Отечеством» (ГДР)
- Почетный член Общества чугуна и стали (Япония)